# Coryanthes flava
Coryanthes flava är en orkidéart som beskrevs av Günter Gerlach. Coryanthes flava ingår i släktet Coryanthes, och familjen orkidéer.
Artens utbredningsområde är Colombia. Inga underarter finns listade i Catalogue of Life.